# Sarro
Sarro (també apareix com Saro o Sarrau) és una regió de Mali, a la riba dreta del riu Níger, enfront de Sansanding i la regió de Monimpé (a la riba esquerra del riu). La ciutat de Saro o Sarro és la capital; la població pertany al grup bambara dels saros (no relacionat amb els saros de Sierra Leone). El país es va revoltar a la mort de Shehu Amadu de Macina el 1845 aliats als tuaregs, però la revolta fou aplanada. El 1890 el país va passar a França amb el regne de Ségou, però en fou segregat el 1891 i agregat al regne de nova creació de Sansanding, centrat en el Monimpé. Saro o Sarro va formar els territoris de la riba dreta del regne, la major part del qual era a la riba esquerra.